# Trogloctenus fagei
Trogloctenus fagei là một loài nhện trong họ Ctenidae.
Loài này thuộc chi Trogloctenus. Trogloctenus fagei được Roger de Lessert miêu tả năm 1935.